# Sint-Martinuskerk (Medemblik)
De katholieke Sint-Martinuskerk in Medemblik is een neogotische kerk van T. Slinger, leerling van  Pierre Cuypers. De 65 meter hoge toren van de kerk is een van de vier torens die het aanzicht van Medemblik bepalen, het is na de Bonifaciuskerk het hoogste bouwwerk van de stad.

## Geschiedenis
Na de Reformatie werd het eerste nieuwe rooms-katholieke kerkgebouw in 1782 gebouwd naar het ontwerp van een onbekende architect. Ze werd in 1902 vanwege het groeiende aantal katholieken in Medemblik en omliggende dorpen afgebroken om plaats te maken voor een groter bouwwerk. Het oude gebouw werd beschreven als een klein langwerpig sober grijs kerkje. De nieuwe uit 1904 kerk is een grote kerk, met een dakruiter en een klokkentoren waarvan de gehele spits van hout werd gebouwd. De wijzerplaten werden op de schuine zijdes van de spits geplaatst. 
In de Tweede Wereldoorlog werden tijdens de Bevrijding de dakruiter en toren door de bezettende macht kapotgeschoten, hierbij vloog de spits in brand. In 1948 werd de hele toren omgebouwd, waarbij afgekeken werd bij de Marienkirche in Lübeck. In 1949 goot Eijsbouts een nieuwe klok voor de kerk, die een oudere klok verving die tijdens de oorlog was weggevoerd. In 1961 werd het gehele interieur omgebouwd en verdwenen de plafondschilderingen.

## Klokken
In de toren hangen twee klokken:
- De Grote Martinus uit 1949, gegoten door firma Eijsbouts,en weegt ruim 2000 kilogram
- De Angelusklok uit 1491, gegoten door een onbekende klokkengieter en weegt ruim 900 kilogram